# Богрівка
Богрі́вка — село в Україні, у Івано-Франківському районі Івано-Франківської області. Населення — 880 осіб (2021). Входить до складу Солотвинської селищної громади.

## Географія
Село розташоване в підніжжі Карпат, що на Бойківщині. Середня висота над рівнем моря —  600 м. У селі протікає потік Перегінець, або як його називають місцеві жителі, Перегінчик. Також у північно-західній частині села бере свої початки р. Луква.

## Мікротопонімія
Умовно село можна поділити на такі частини: Горішній кінець, Долішній кінець, Жбирі, Долини (центр села) та хутір Лаз.

## Історія

Центр Богрівки (1923 рік)

Перша письмова згадка про село з'являється у 1670 році. За словами старожилів, дані землі призначалися для випасу худоби мешканцями сусіднього села Пороги. За легендою, в урочищі Горішній кінець, пастух Бугера збудував дві хатини і загородив дві кошари. З приходом зими Бугері не хотілося переганяти худобу назад у Пороги, тому він вирішив залишитися. З плином часу хлопець одружився та почав обживатися на нових теренах, також пізніше деякі його родичі поселилися поруч з ним. Поступово хутір "Бугерівка" (саме така початкова назва села) налічував 12 господарств. Старшого Бугеру називали і Бугрієм, бо місцевість, що заселив родоводом була згористою, бугристою. Перший шнуровий поділ території був проведений у той час, коли землі маленького села Бугрівка ділилися на 42 господарства. У 1785-1854 рр. Богрівка належала до Солотвинської домінії Станіславського циркулу. З 1854 року село входило до Солотвинського повіту, до 1938 року село належало до Богородчанського повіту, а в 1938-39-х роках — до Надвірнянського повіту.

### Перша світова війна

Богрівка (1915 рік). Вид на церкву та гору Кливу.

У часи Першої світової війни, молоді хлопці села були призвані на фронт, та воювали на стороні Австро-Угорщини. У селі ще до цього часу збереглися лінії окопів, та ДОТи, або ж на місцевому діалекті дикунки, — їх у селі налічується 9 штук. У 1916 році жителі села були евакуйовані в село Рівня. Їхні дерев'яні будинки були розібрані для укріплення окопів. Під час відступу австро-угорські війська розібрали церкву (освячену у 1813 році) та винесли високо в гори в урочище "Заштимів", тому що купол церкви був прямим орієнтиром для артобстрілу російським військом. Пізніше, відступаючи, війська спалили церкву. Після закінчення війни жителі повертаються в село та відбудовують його. У 1924 році була освячена нова відбудована церква Різдва Пресвятої Діви Марії. У 1927 році жителі села перепоховали біля церкви австрійських вояків у 26 могилах.

### Друга світова війна
Після нападу нацистської Німеччини на СРСР, до радянської армії було призвано 29 осіб, з яких 15 загинуло, а 14 померли ветеранами у старшому віці. 12 молодих юнаків та дівчат були вивезені на примусову роботу в Німеччину.
В селі також діяв національно-визвольний рух у вигляді відділів УПА. 9 воїнів УПА була вбиті НКВДистами, до Сибіру була вивезена сім'я Винника Миколи. 27 липня 1944 року в урочищі Заломищі, відбувся один з найбільших боїв УПА з НКВД, в якому загинуло більше 120 повстанців. 

## Соціальна сфера
У селі діє сільська рада (староста Савин Іван Михайлович), навчально-виховний комплекс, фельдшерсько-акушерський пункт, сільський клуб, бібліотека, приватні заклади торгівлі. У 2014 році проведений зовнішній ремонт церкви.

### Школа
До 1914 року жителі села Богрівка відправляли своїх дітей на навчання до однокласної школи в селі Яблунька. У 1914 році в центрі села Богрівка була побудована чотирикласна хата-школа, де першою вчителькою працювала полька Левицька-Ціховська. У 1916-1918 рр. школа не функціонувала. З 1920 року вчителями працювали: Богуслов Ярослав Куницький, полька Марія Чуловська, Павлюк Ігнат (побудував у селі початкову двокімнатну хату-школу, яка була розташована на місці теперішнього садочка Богрівського НВК). З 1958 року старші класи навчалися у приміщенні старого сільського клубу, який порогівські майстри збудували з дерева хати-лісничівки, яку збудували у 1939 році, разом з сільською радою. У приміщенні теперішньої сільської ради навчалися діти, пізніше була учительська кімната. У 1972 році, під керівництвом директора школи Холевчука Василя Федоровича, побудовано Богрівську 8-річну школу. При директорі Костів Ірині Василівні в 1980 році до основного корпусу школи було добудовано їдальню та спортивний зал, а в 1986 році — корпус дитячого садочка, який функціонував до 1996 року. У 2014 році під керівництвом директора Матлюка Йосипа Івановича було відкрито дошкільну дитячу групу "Сонечко". У Богрівському НВК діяла дитячо-юнацька спортивна школа "Спартак", на базі якої проводились районні, обласні та всеукраїнські змагання з лижних перегонів та спортивного орієнтування.

### Будинок культури
У 1939 році з села Пороги перевезли хату-лісничівку, з якої побудували сільську раду та клуб. У 1941 році в новому приміщенні крім клубу і сільської ради (функціонувала до 1947 року) діяла хата-читальня, в якій працювала першим бібліотекарем Лєна Політмаш. У 1958 році збудований перший новий клуб, завклубом був Красілич Григорій Дмитрович. На даний час у будинку культури функціонують клуб і сільська бібліотека.

### Церква
Перша церква освячена у 1813 році. У часи Першої світової війни церква розібрана та перенесена в гори на урочище Заштимів. Пізніше, у 1924 р., освячена нова церква Різдва Пресвятої Богородиці, а із залишків старої церкви побудовано дзвіницю, яка функціонує до сьогоднішнього дня. У 1996 році в церкві проведено внутрішній ремонт. У 2014 році проведено зовнішній ремонт церкви.

## Галерея

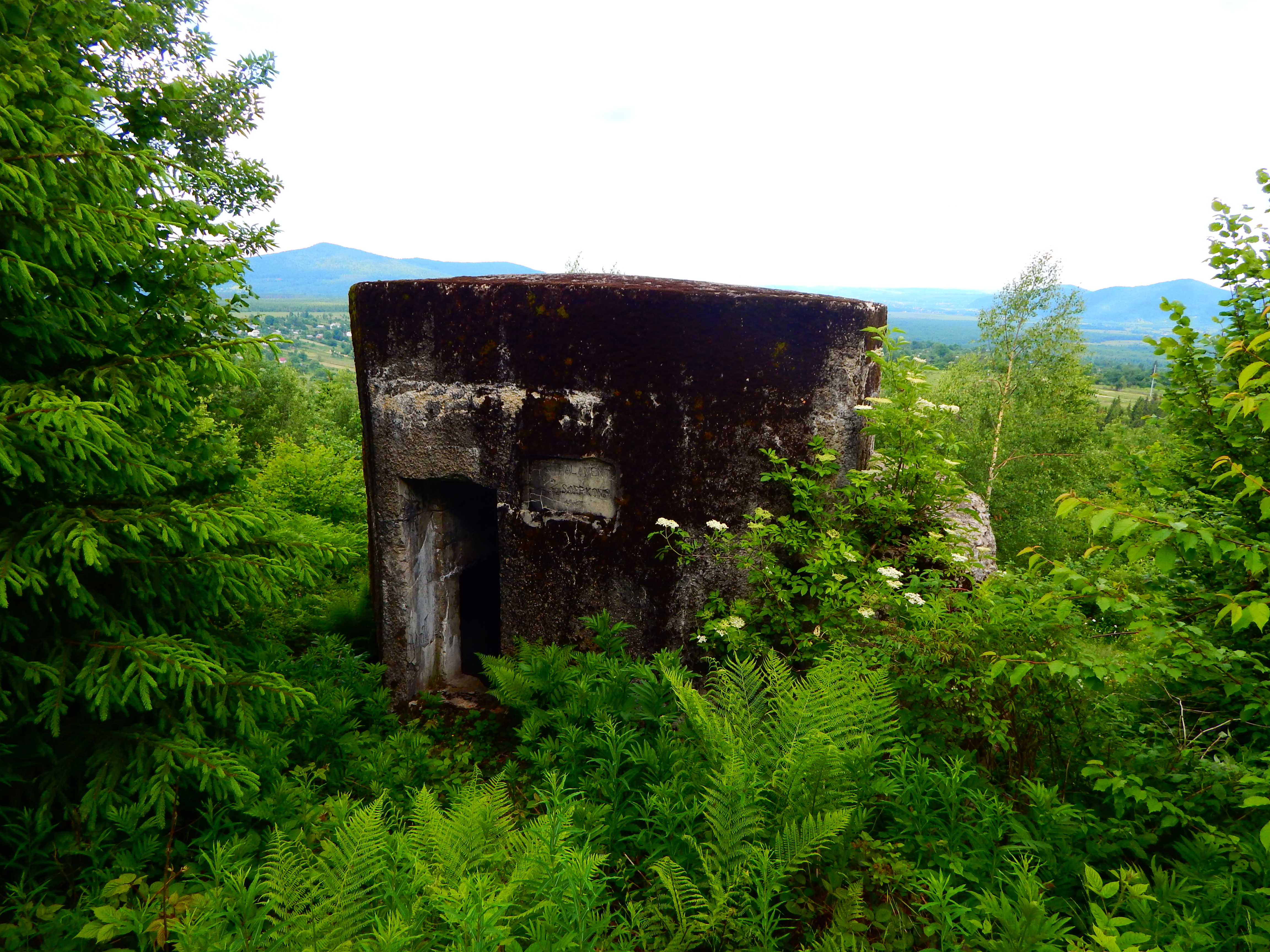
3-поверховий ДОТ

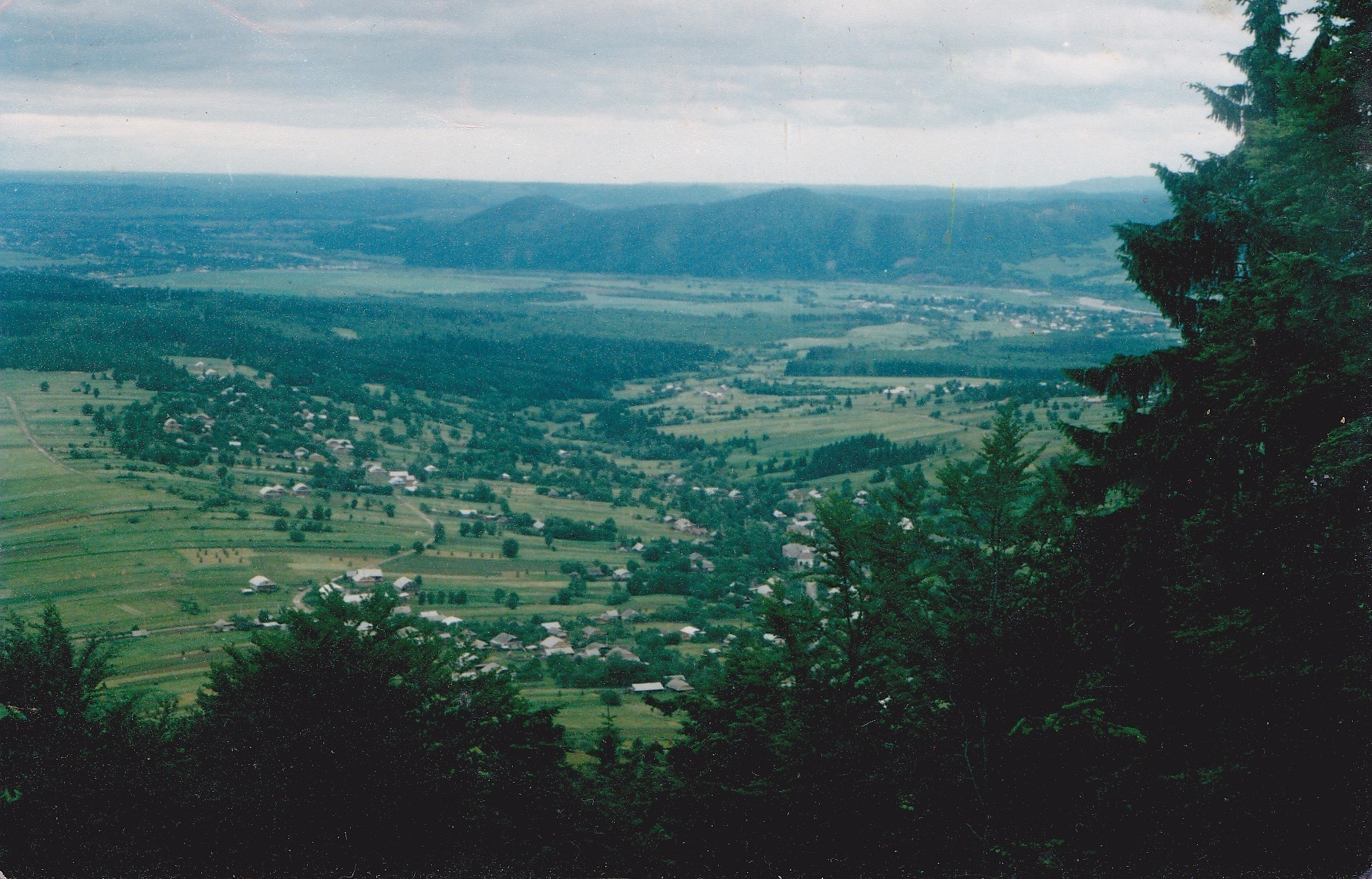
Богрівка наприкінці 1990-х.
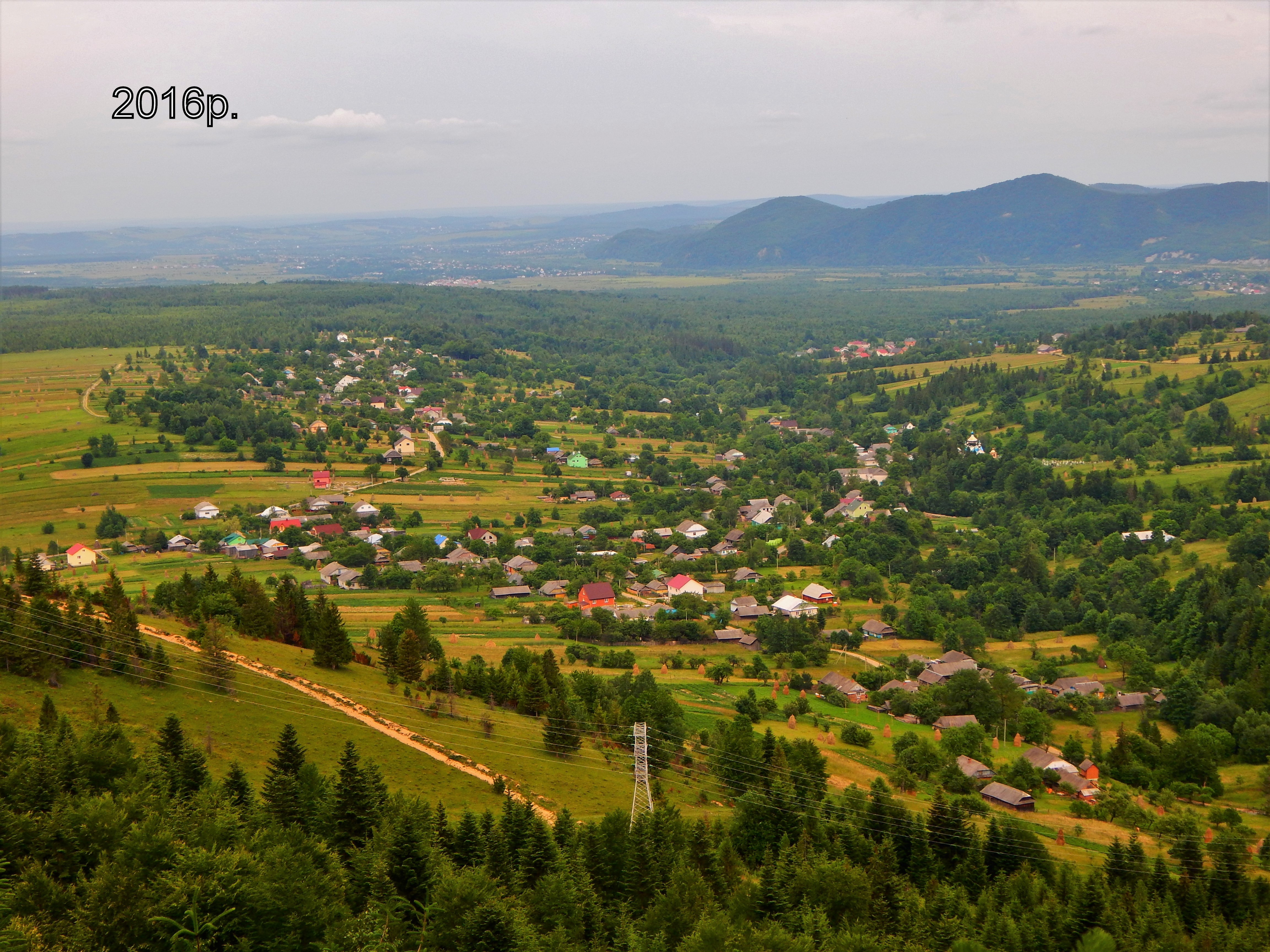
Богрівка в 2016.
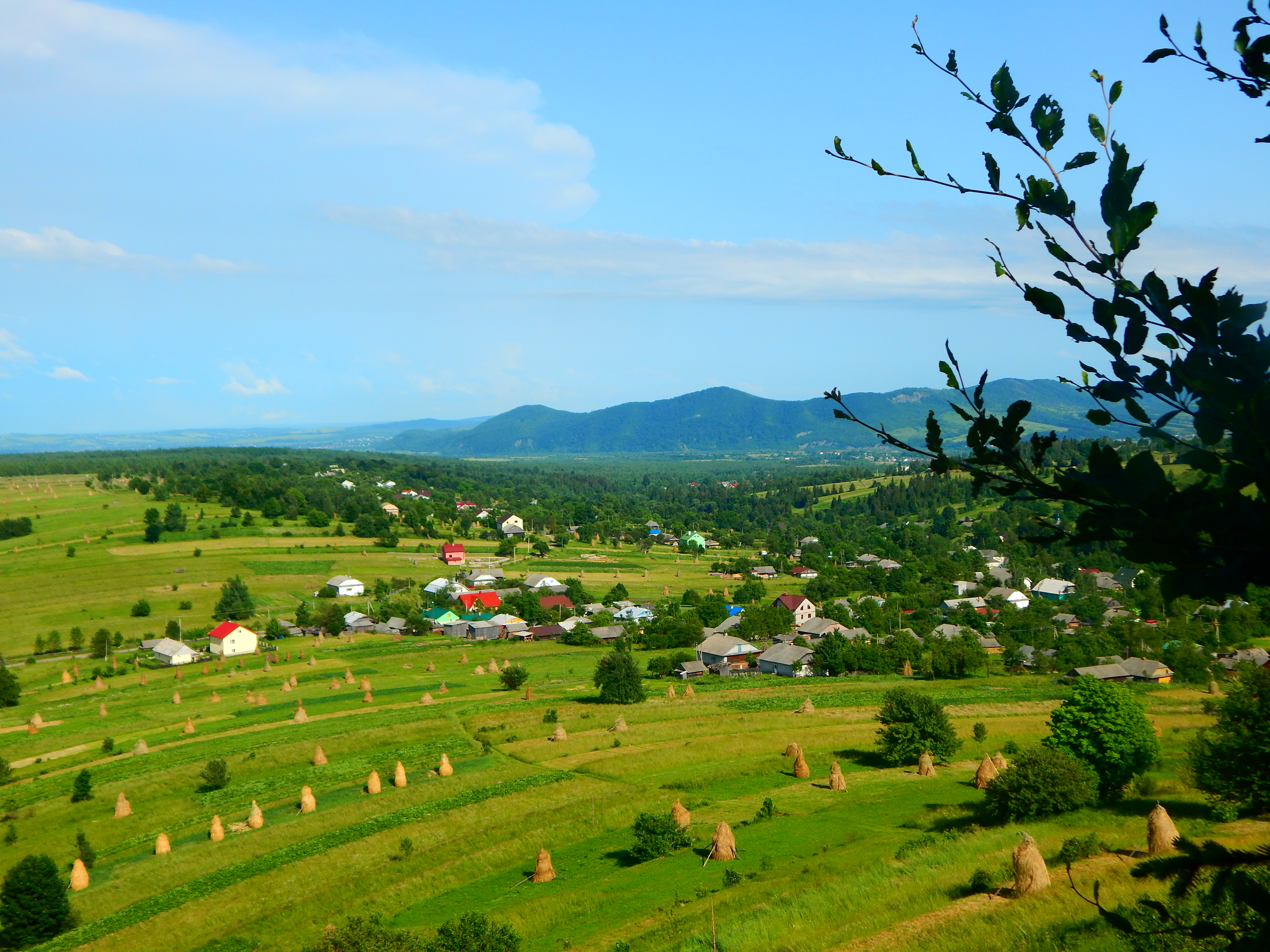
Богрівка, Горішній кінець.
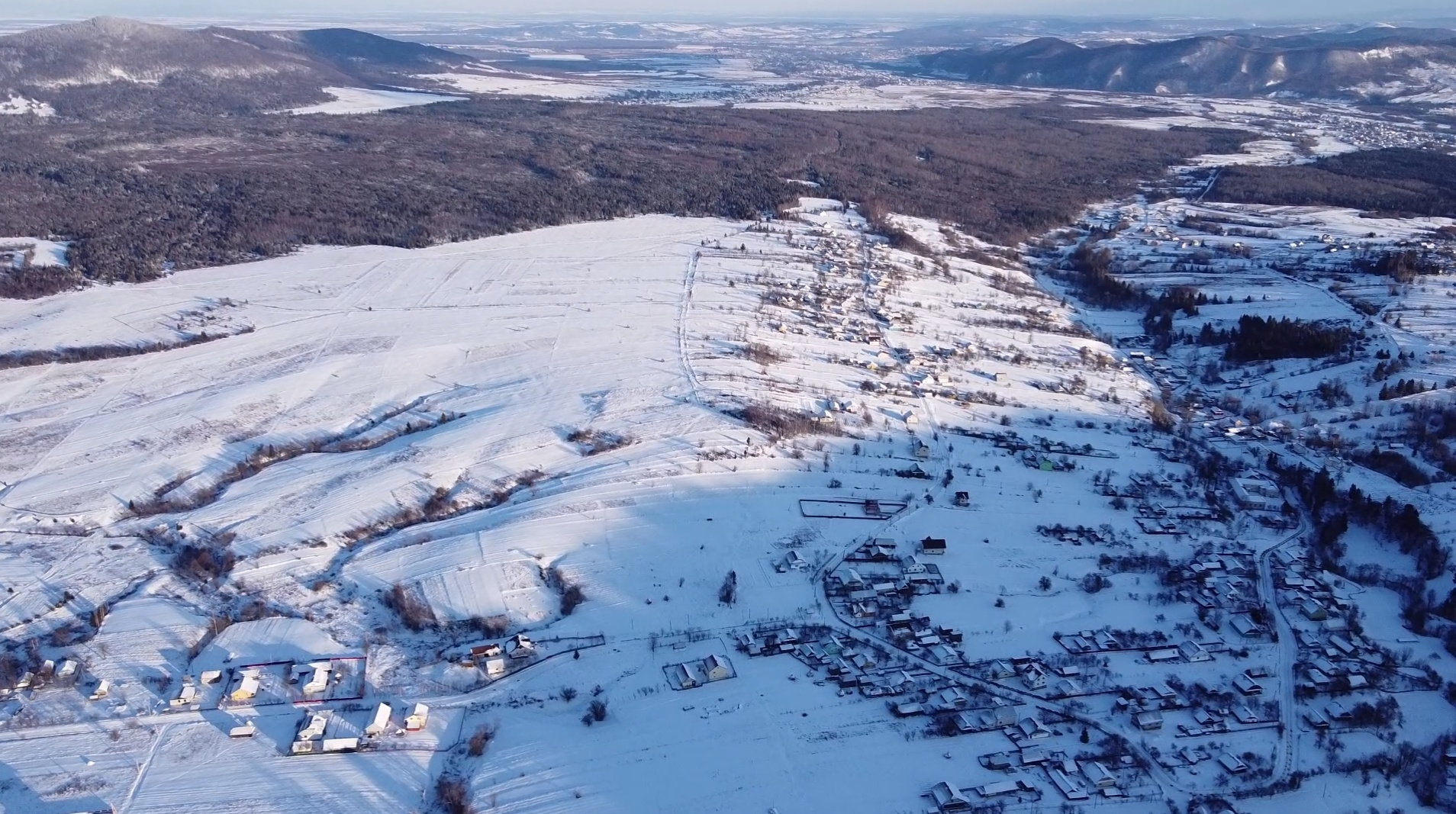
Богрівка з висоти пташиного польоту.
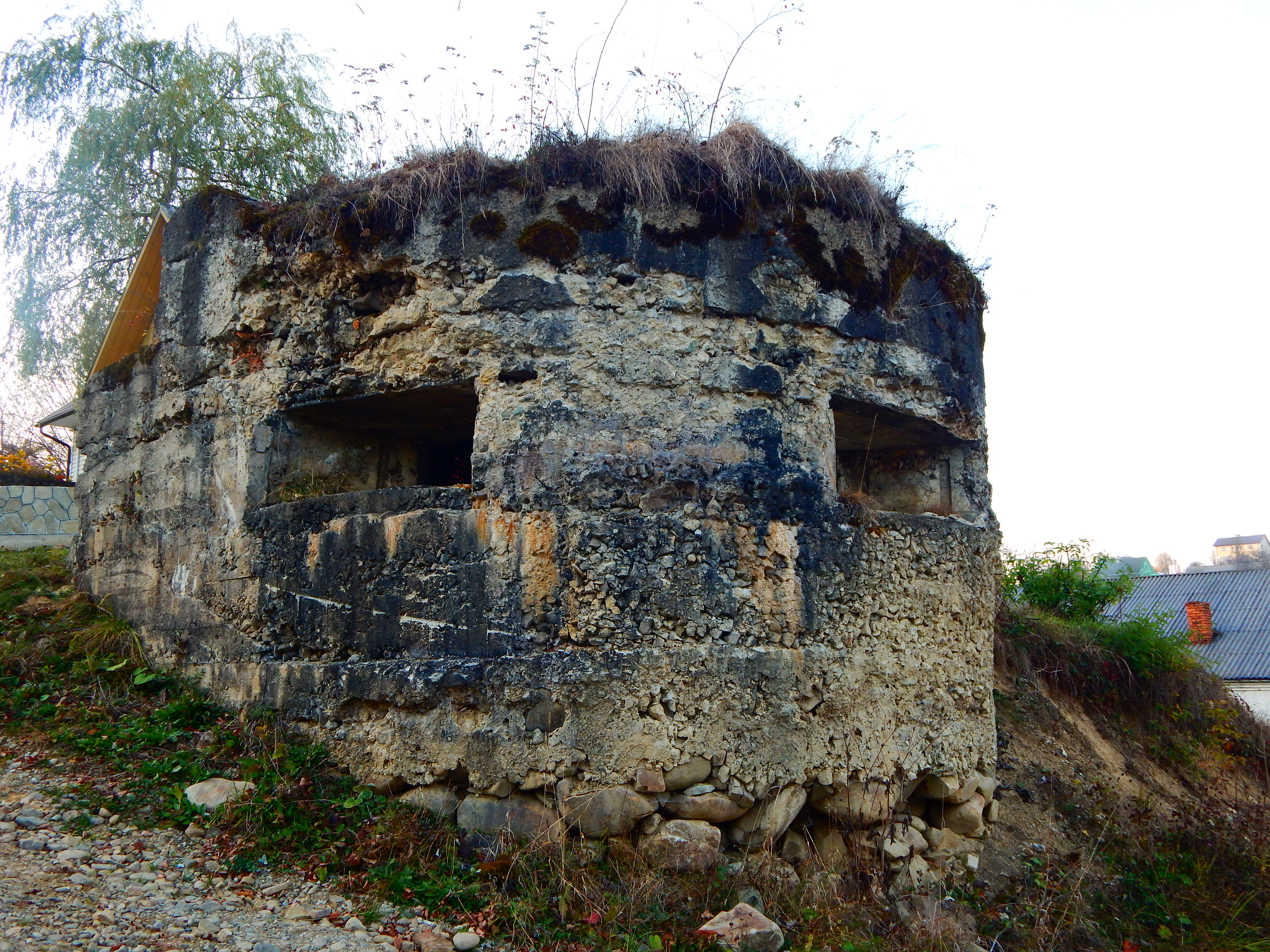
ДОТ біля церкви.